# Gorgoniidae
Los gorgónidos (Gorgoniidae) son una familia de antozoos octocorales del orden Alcyonacea. Enmarcados comúnmente entre los corales blandos, ya que carecen de esqueleto, como los corales duros del orden Scleractinia, por lo que no son corales hermatípicos. Forman colonias de pólipos, unidos por una masa carnosa de cenénquima, o tejido común generado por ellos. 
La familia  comprende 19 géneros de gorgonias, con pólipos retráctiles, y un eje compuesto de gorgonina, sustancia proteínica con el que conforman su esqueleto, circundante a un núcleo central hueco. 
Diversos análisis filogenéticos moleculares, sugieren que la familia no es monofilética.

## Géneros
Los gorgónidos comprende los siguientes géneros:
- Adelogorgia. Bayer, 1958
- Antillogorgia. Bayer, 1951
- Eugorgia. Verrill, 1868
- Eunicella. Verrill, 1869
- Filigorgia. Stiasny, 1937
- Gorgonia. Linnaeus, 1758
- Guaiagorgia. Grasshoff & Alderslade, 1997
- Hicksonella. Nutting, 1910
- Leptogorgia. Milne-Edwards, 1857
- Lophogorgia. Milne-Edwards, 1857
- Olindagorgia. Bayer, 1981
- Pacifigorgia. Bayer, 1951
- Phycogorgia. Milne Edwards & Haime, 1850
- Phyllogorgia. Milne Edwards & Haime, 1850
- Pinnigorgia. Grasshoff & Alderslade, 1997
- Pseudopterogorgia. Kükenthal, 1919
- Pterogorgia. Ehrenberg, 1834
- Rumphella. Bayer, 1955
- Tobagogorgia. Sanchez, 2007

## Galería

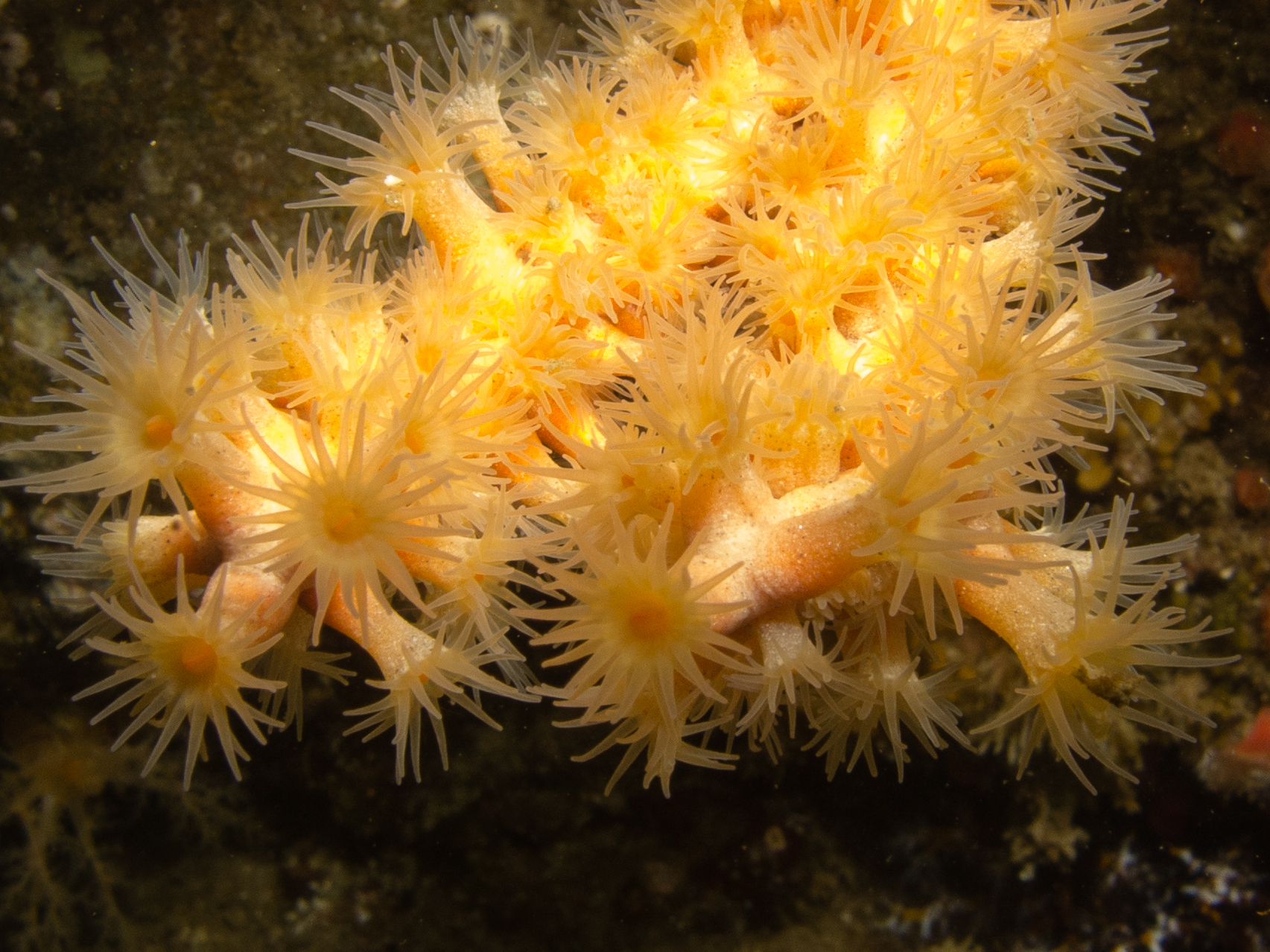
Adelogorgia phyllosclera.
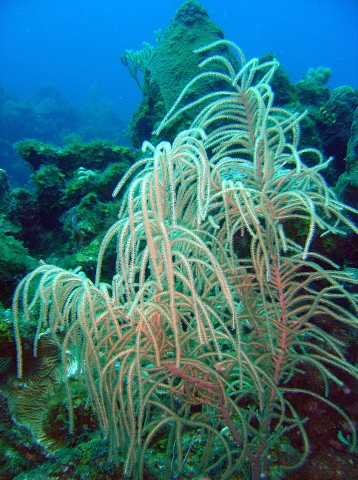
Antillogorgia americana.
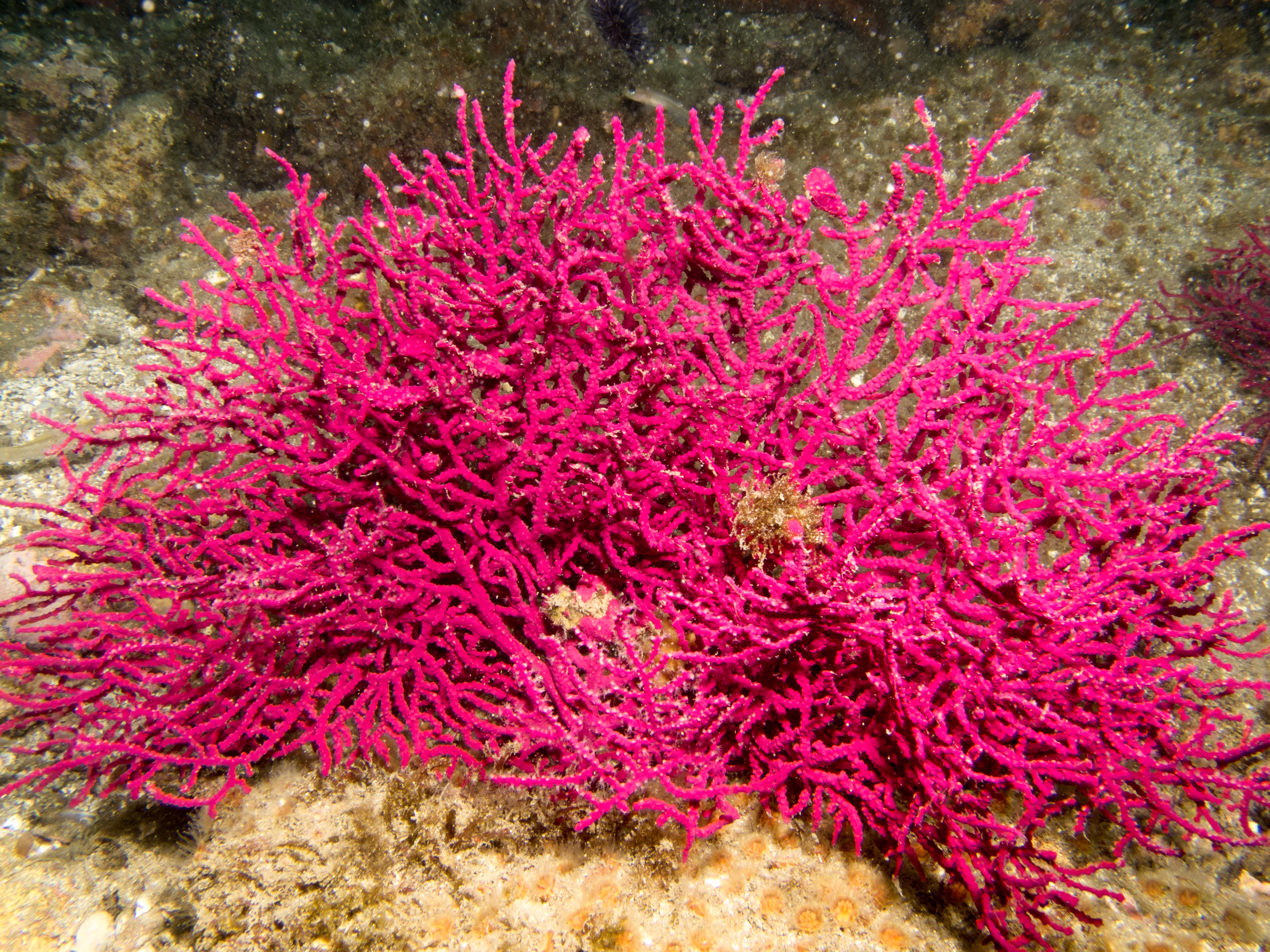
Eugorgia rubens .
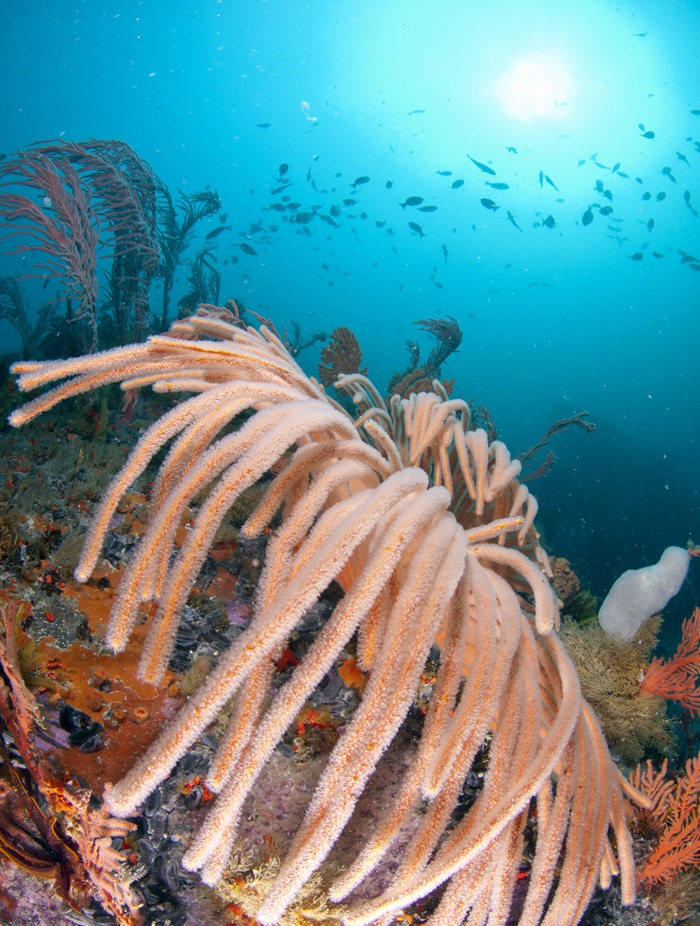
Eunicella albicans.
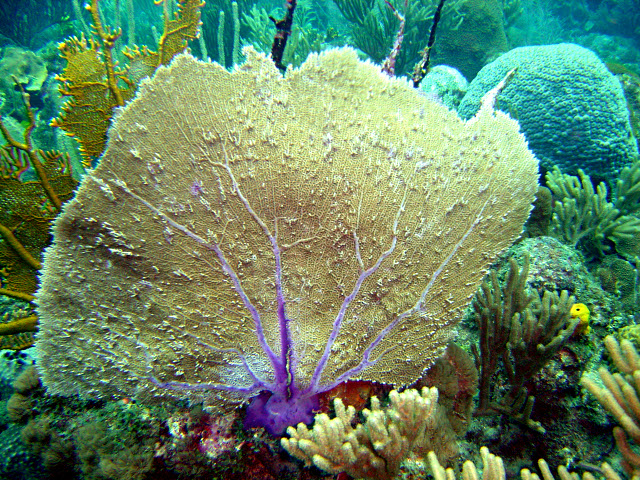
Gorgonia flabellum.
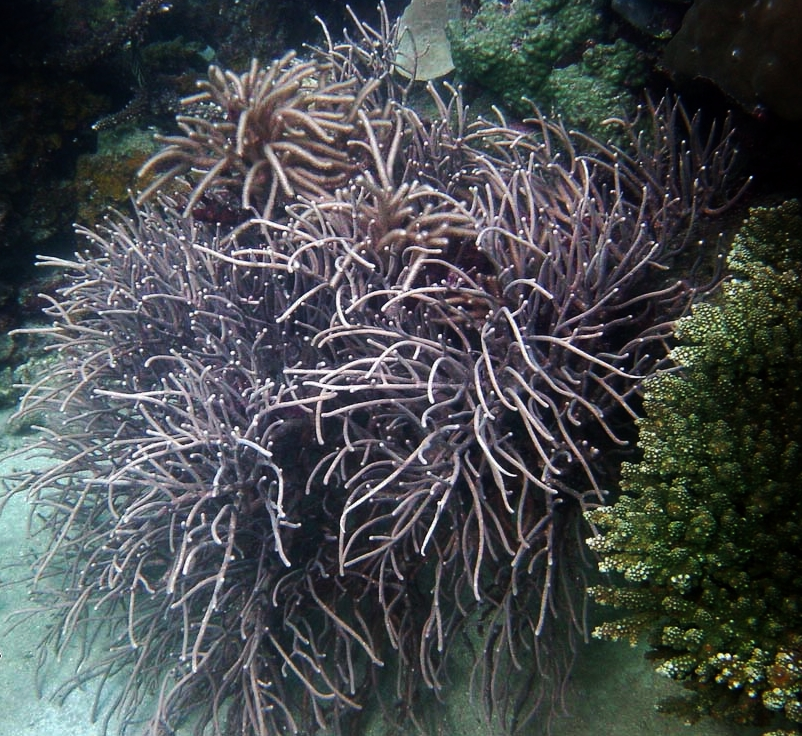
Hicksonella sp.
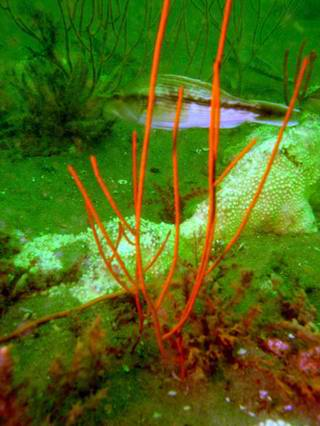
Leptogorgia virgulata.
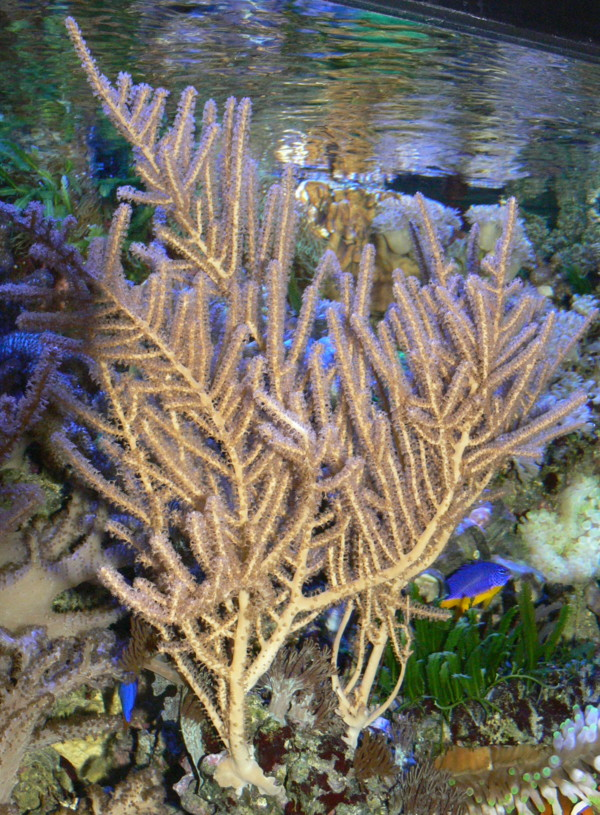
Pinnigorgia sp.
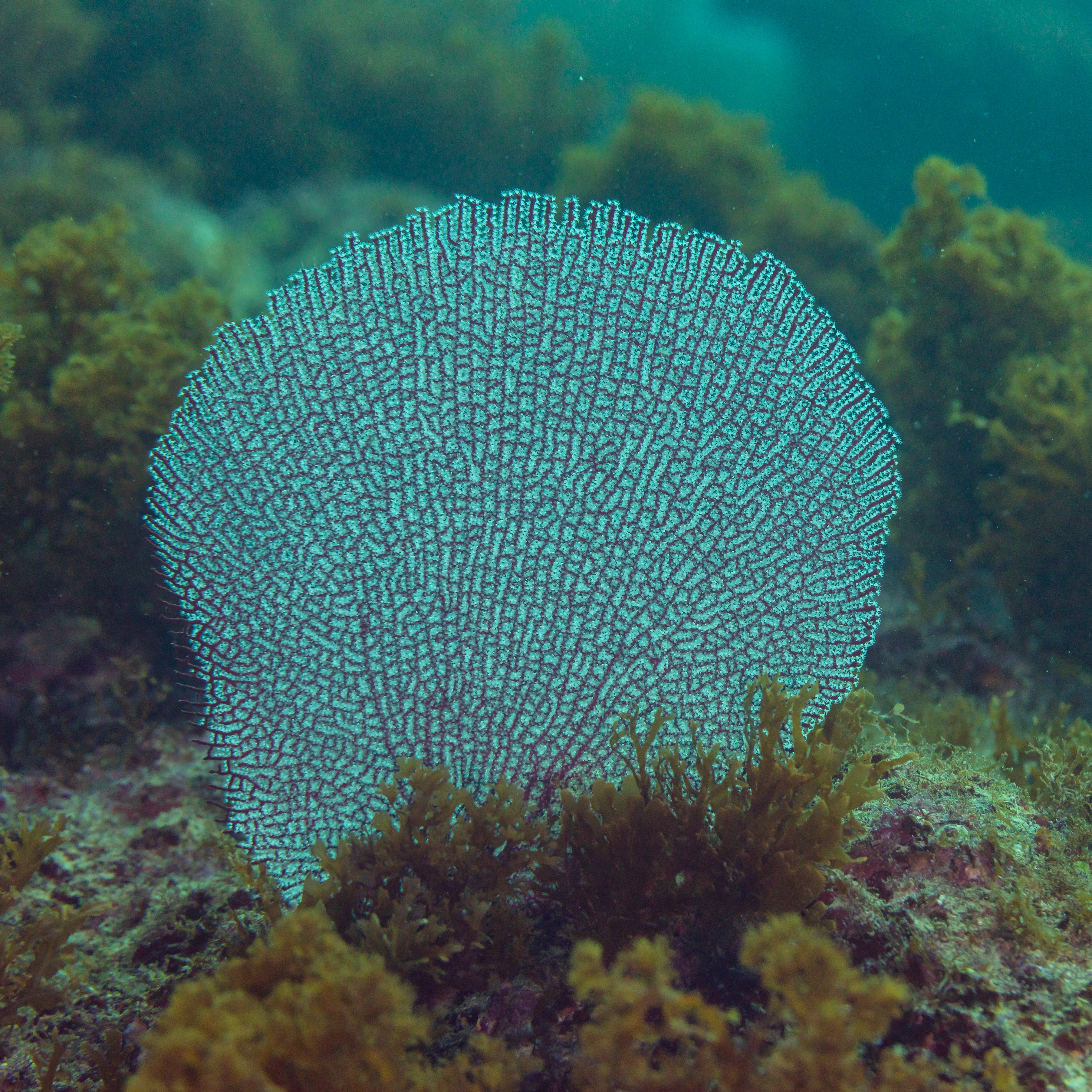
Pacifigorgia sp.